# EFAF Atlantic Cup
Pour les articles homonymes, voir Atlantic Cup.
L'EFAF Atlantic Cup est une compétition européenne de football américain créée en 2009 et qui a été organisée par l'EFAF jusqu'en 2014.
Cette coupe mettait aux prises des équipes de clubs amateurs de Belgique, Irlande, Luxembourg et Pays-Bas .
Les tournois se déroulaient chaque année lors du dernier weekend du mois de juin sur deux jours. Les demi-finales se disputaient le samedi tandis que le match pour la troisième place et la finale avaient lieu le dimanche.
Début 2015, la GFL International en collaboration avec IFAF Europe reprend l'organisation de ces tournois en créant la GFL International Atlantic Cup.

## Histoire
La première édition de l’Atlantic Cup est jouée en 2009 à Bruxelles. Elle oppose les clubs de West-Vlaanderen Tribes (Belgique), Dublin Rebels (Irlande), Dragons de Dudelange (Luxembourg) et Amsterdam Panthers (Pays-Bas).  En demi-finales les Dublin Rebels battent les Amsterdam Panthers 9 à 0 et les West-Vlaanderen Tribes gagnent largement contre les Dragons de Dundelange 52 à 0. Pour la troisième place les Panthers l’emportent 60 à 0 contre les Dragons. Les West-Vlaanderen Tribes sont les premiers à brandir la coupe grâce à leur victoire 15 à 13 contre les Dublin Rebels.
En 2010, Dublin accueille la compétition, où s’opposent les Brussels Bulls (Belgique), les UL Vikings AFC (Irlande), les Dragons de Dindelange (Luxembourg) et les Lelystad Commanders (Pays-Bas). Le samedi les Vikings et les Commanders disposent respectivement des Dragons (58 à 14) et Bulls (48 à 0). Les Bulls se classent troisième grâce à leur victoire sur les Dragons 21 à 6. Les Vikings remportent la finale 19 à 18 dans la dernière minute du match sur un field goal de 30 yards de leur kicker Adrian Garvey.
Luxemburg reçoit l'édition 2011, qui se joue sans club irlandais, les participants sont les West-Vlaanderen Tribes (Belgique), les Brussels Tigers (Belgique), les Dragons de Dudelange (Luxemburg) et les Lelystad Commanders (Pays-Bas).

## Palmarès
| Année | Date             | Lieu       | Vainqueur              | Score   | Finaliste              | MVP                                                      |
| ----- | ---------------- | ---------- | ---------------------- | ------- | ---------------------- | -------------------------------------------------------- |
| 2009  | 28 juin 2009     | Bruxelles  | West-Vlaanderen Tribes | 15 - 13 | Dublin Rebels          |                                                          |
| 2010  | 27 juillet 2010  | Dublin     | UL Vikings AFC         | 19 - 18 | Lelystad Commanders    | Adrian Garvey (K, Vikings) Sydney Kunst (RB, Commanders) |
| 2011  | 26 juin 2011     | Luxembourg | Lelystad Commanders    | 47 - 2  | West-Vlaanderen Tribes |                                                          |
| 2012  | 24 juin 2012     | Lelystad   | Lelystad Commanders    | 12 - 0  | Brussels Tigers        | Lionel Denis (DE, Tigers)                                |
| 2013  | 30 juin 2013     | Dublin     | Belfast Trojans        | 26 - 0  | Trinity College Dublin |                                                          |
| 2014  | 9 septembre 2014 | Bruxelles  | Brussels Tigers        | 9 - 7   | Hilversum Hurricanes   |                                                          |

## Bilans

### Par clubs
| Rang | Club                   | Nombre de titres (Première-Dernière) | Nombre de finales perdues (Première-Dernière) |
| ---- | ---------------------- | ------------------------------------ | --------------------------------------------- |
| 1    | Lelystad Commanders    | 2 (2011, 2012)                       | 1 (2010)                                      |
| 2    | West-Vlaanderen Tribes | 1 (2009)                             | 1 (2011)                                      |
| 2    | Brussels Tigers        | 1 (2014)                             | 1 (2012)                                      |
| 4    | Belfast Trojans        | 1 (2013)                             |                                               |
| 4    | UL Vikings AFC         | 1 (2010)                             |                                               |
| 6    | Dublin Rebels          |                                      | 1 (2009)                                      |
| 6    | Trinity College Dublin |                                      | 1 (2013)                                      |
| 6    | Hilversum Hurricanes   |                                      | 1 (2014)                                      |

### Par pays
| Rang | Pays       | Nombre de finales gagnées | Nombre de finales perdues | Total finales |
| ---- | ---------- | ------------------------- | ------------------------- | ------------- |
| 1    | Belgique   | 2                         | 2                         | 4             |
| -    | Irlande    | 2                         | 2                         | 4             |
| -    | Pays-Bas   | 2                         | 2                         | 4             |
| 4    | Luxembourg | 0                         | 0                         | 0             |

## Statistiques
- Plus grand nombre de victoires en finale : Lelystad Commanders, Belfast Trojans (2)
- Plus grand nombre de participations à une finale : Lelystad Commanders (3)
- Plus grand nombre de points marqués en finale : 49 (Lelystad Commanders 47-2 West-Vlaanderen Tribes en 2011)
- Victoire la moins large en finale : 1 (UL Vikings AFC 19-18 Lelystad Commanders en 2010)
- Plus petit nombre de points marqués en finale : 12 (Lelystad Commanders 12-0 Brussels Tigers en 2012)